# Iravadia subquadrata
Iravadia subquadrata is een slakkensoort uit de familie van de Iravadiidae. De wetenschappelijke naam van de soort is voor het eerst geldig gepubliceerd in 1950 door Charles Francis Laseron.